# Rama Jucker
Rama Jucker (* 25. April 1935 in Herisau) ist ein Schweizer Cellist.

## Biographie
Jucker studierte am Konservatorium Winterthur bei seinem Vater Carl-Heinz Jucker (Lehrdiplom). Weitere Studien führten ihn nach Siena und Paris zu André Navarra. 1959 gewann er am Internationalen Cellowettbewerb „Pablo Casals“ in Mexiko den ersten Preis, der zum Start einer ausgedehnten Solistentätigkeit wurde: Tournéen in den USA, in Kuba und Mexiko folgten zahlreiche Engagements in Europa, wo er in den meisten Ländern solistisch aufgetreten ist.
Als Solocellist hat er an den ersten Pulten von Orchestern in Basel, Zürich, Frankfurt, Köln, Lugano und Winterthur gesessen. Als Kammermusiker trat er oft mit Musikpersönlichkeiten wie Heinz Holliger, Brenton Langbein, Werner Giger, Mario Venzago und Aurèle Nicolet in Erscheinung. Zahlreiche CDs, Schallplatten und Radioaufnahmen zeugen von seinem breitgefächerten Repertoire.

## Diskographie (Auswahl)
- Johannes Brahms: Zwei Sonaten op. 38/op. 99 (mit Werner Giger, Klavier). Accord.
- Giovanni Battista Cirri - Six sonates op. 16. Accord.
- Max Reger: Solo-Suiten. Accord.
- Ernest Bloch: Trois suites pour violoncelle. Accord.
- Robert Schumann: Andante et variations op. posthume pour 2 pianos, 2 violoncelles et cor; 5 Stücke im Volkston. Accord.
- Virtuose Cellomusik: LP, mit Rita Wolfensberger, Klavier. Pelca.
- Stimmungsbilder für Cello und Klavier: LP, mit Dorothee Gysin-Ninck, Klavier. Jecklin

## Radio-Aufnahmen
- Schweizer Nationalphonothek
- Tonaufnahmen auf neo.mx3.ch